# Gimileo
Gimileo est une commune de la communauté autonome de La Rioja, en Espagne.

## Démographie
| 1900 | 1910 | 1920 | 1930 | 1940 | 1950 | 1960 | 1970 | 1981 |
| ---- | ---- | ---- | ---- | ---- | ---- | ---- | ---- | ---- |
| 176  | 125  | 151  | 125  | 132  | 143  | 12   | 96   | 76   |

| 1991 | 2001 | 2010 | - | - | - | - | - | - |
| ---- | ---- | ---- | - | - | - | - | - | - |
| 95   | 87   | 171  | - | - | - | - | - | - |

## Administration

### Conseil municipal
La ville de Galilea comptait 112 habitants aux élections municipales du 26 mai 2019. Son conseil municipal (en espagnol : Pleno del Ayuntamiento) se compose donc de 4 élus.
| Parti | Parti                                    | Voix | %       | Élus  |
| ----- | ---------------------------------------- | ---- | ------- | ----- |
|       | Parti socialiste ouvrier espagnol (PSOE) | 35   | 55,56 % | 2 / 4 |
|       | Partido Riojano (PR+)                    | 28   | 44,44 % | 2 / 4 |

### Liste des maires
| Mandat    | Maire | Maire                          | Parti                   |
| --------- | ----- | ------------------------------ | ----------------------- |
| 1979-1983 |       | José Luis Jiménez Argudo       | Agrupación de Electores |
| 1983-1987 |       | Violante Jiménez Argudo        | PRP                     |
| 1987-1991 |       | Violante Jiménez Argudo        | PRP                     |
| 1991-1995 |       | Violante Jiménez Argudo        | PR                      |
| 1995-1999 |       | Javier Aureo Angulo San Martín | PP                      |
| 1999-2003 |       | Álvaro Jiménez Argudo          | PR                      |
| 2003-2007 |       | Álvaro Jiménez Argudo          | PR                      |
| 2007-2011 |       | Virginia Aznar Giménez         | PR                      |
| 2011-2015 |       | César Aurelio Cuevas Pérez     | PR                      |
| 2015-2019 |       | César Aurelio Cuevas Pérez     | PR+                     |
| 2019-2023 |       | Virginia Aznar Giménez         | PR+                     |